# Seijūshi Bismark
Seijūshi Bismark (星銃士ビスマルク Sei Jūshi Bisumaruku?), también conocida simplemente como Bismark, es una serie de anime japonesa creada por Studio Pierrot.
La serie fue emitida en Nippon Television desde el 7 de octubre de 1984 hasta el 25 de septiembre de 1985, con 51 episodios. En 1986, los derechos de Bismark fueron vendidos a la compañía estadounidense World Events Productions (WEP). WEP reorganizó y reescribió la serie, incorporando episodios originales y creando seis nuevos antes de lanzarla con el nombre Saber Rider and the Star Sheriffs.

## Argumento
En un futuro lejano, la humanidad ha explorado más allá de la tierra y ha colonizado planetas fuera y dentro del Sistema Solar. Para proteger las colonias y mantener la ley y el orden en el sistema solar, la Federación del Gobierno de la Tierra (EFG por sus siglas en inglés) fue creada. Pronto, muchos colonos empezaron a resentir la EFG y su influencia, complicando la relación entre el gobierno central y las colonias.
Mientras que una complicada paz fue forjada entre la Tierra y las colonias, una raza de criaturas no humanas conocidas como Deathcula invadieron el Sistema. Sin provocación alguna, atacaron las colonias y asesinaron a muchos de los habitantes. The EFG rápidamente se dio cuenta de que los Deathcula eran tecnológicamente superiores y que sus fuerzas eran muy superiores. Para tener una oportunidad de sobrevivir, el Dr. Charles Louvre desarrolló una nave transformable conocida como Bismark.
Conociendo que un equipo avanzado de especialistas eran requeridos para operar el Bismark, cuatro individuos se unieron y fueron encargados de mantener a las colonias a salvo de los ataques de los Deathcula.

## Personajes

### Equipo Bismark
Shinji Hikari (輝進児 Hikari Shinji?)
 Seiyū: Yoku Shioya
Richard Lancelot
 Seiyū: Bin Shimada
Bill Willcox
 Seiyū: Kazuhiko Inoue
Marianne Louvre
 Seiyū: Chie Kōjiro
Charles Louvre
 Seiyū: Hiroshi Ito

### Deathcula
Hyuza
 Seiyū: Seizō Katō
General Perios
 Seiyū: Hirotaka Suzuoki
General Zatola
 Seiyū: Banjō Ginga

## Canciones
Tema de entrada"Mystery CALL ME" (不思議CALL ME Fushigi CALL ME?) por MIO
Tema de salida"Galaxy Dream" (夢銀河 Yume Ginga?) por MIO